# Justicia sanchezioides
Justicia sanchezioides är en akantusväxtart som beskrevs av Emery Clarence Leonard. Justicia sanchezioides ingår i släktet Justicia och familjen akantusväxter. Inga underarter finns listade i Catalogue of Life.